# Alejandro Gálvez
Alejandro Gálvez Jimena (Granada, 6 de junio de 1989) es un exfutbolista español que jugaba como defensa. Es nieto de Francisco Jimena, expresidente del Granada C. F.

## Trayectoria
Se inició en el fútbol base con el Veteranos Granada C. F., desde donde pasó a las categorías inferiores del Albacete Balompié cuando estaba en categoría cadete. Allí se proclamó campeón la Copa del Rey Juvenil en 2007 y en la temporada siguiente se incorporó al equipo de División de Honor Juvenil del Villarreal C. F. cuando el equipo castellonense adquirió la cantera del Albacete.
En la campaña 2008-09 fue cedido al C. D. Onda de la Tercera División y, tras desvincularse del Villarreal, fichó por el C. F. Villanovense de Segunda División B para disputar la temporada 2009-10. En junio de 2010 firmó con el Real Sporting de Gijón "B". Debutó con el primer equipo del Sporting el 13 de diciembre de 2011 en un partido correspondiente a los dieciseisavos de final de la Copa del Rey disputado en el Iberostar Estadio contra el R. C. D. Mallorca. Posteriormente, jugó su primer encuentro en Primera División el día 15 de enero de 2012, ante el Málaga C. F. en el estadio El Molinón, en el que contribuyó a la victoria sportinguista por 2-1 al anotar el primero de los goles. En julio de 2012 abandonó la disciplina rojiblanca tras no alcanzar un acuerdo para la renovación de su contrato y fichó por el Rayo Vallecano de Madrid.
El 13 de mayo de 2014 se anunció su fichaje por el Werder Bremen de cara a la temporada 2014-15. El 2 de agosto de 2016 se confirmó su traspaso a la S. D. Eibar a cambio de 1,5 millones de euros. El 29 de diciembre de 2017 fue cedido a la U. D. Las Palmas hasta el final de la campaña 2017-18. El 30 de agosto de 2018 se desvinculó del Eibar y un día después se anunció su regreso al Rayo Vallecano. Tras el descenso del equipo franjirrojo a Segunda División, fichó por el Qatar S. C. Allí permaneció dos temporadas antes de regresar en julio de 2021 al fútbol español de la mano de la U. D. Ibiza en la que estuvo hasta enero de 2023. Al cabo de unos días volvió al fútbol catarí para acabar la temporada en el Al-Khor S. C. La siguiente volvió nuevamente a España y se comprometió con el R. C. Recreativo de Huelva. En el conjunto onubense estuvo hasta diciembre de 2024, momento en el que decidió poner fin a su carrera.

## Clubes
| Club                       | País     | Año       |
| -------------------------- | -------- | --------- |
| C. D. Onda                 | España   | 2008-2009 |
| C. F. Villanovense         | España   | 2009-2010 |
| Real Sporting de Gijón "B" | España   | 2010-2012 |
| Rayo Vallecano de Madrid   | España   | 2012-2014 |
| Werder Bremen              | Alemania | 2014-2016 |
| S. D. Eibar                | España   | 2016-2018 |
| U. D. Las Palmas           | España   | 2018      |
| Rayo Vallecano de Madrid   | España   | 2018-2019 |
| Qatar S. C.                | Catar    | 2019-2021 |
| U. D. Ibiza                | España   | 2021-2023 |
| Al-Khor S. C.              | Catar    | 2023      |
| R. C. Recreativo de Huelva | España   | 2023-2024 |